# Courçon
Courçon település Franciaországban, Charente-Maritime megyében. Lakosainak száma 2081 fő (2022. január 1.). Courçon Benon, Ferrières, La Grève-sur-Mignon, La Ronde és Saint-Cyr-du-Doret községekkel határos.

## Népesség
A település népességének változása:
| Lakosok száma | 946  | 991  | 990  | 1456 | 1730 | 1748 | 1740 | 1776 | 1879 | 2081 |
|               | 1968 | 1982 | 1990 | 2006 | 2013 | 2015 | 2017 | 2019 | 2020 | 2022 |